# Lupinus oscar-haughtii
Lupinus oscar-haughtii är en ärtväxtart som beskrevs av Charles Piper Smith. Lupinus oscar-haughtii ingår i släktet lupiner, och familjen ärtväxter. Inga underarter finns listade i Catalogue of Life.